# 坎頓門特 (佛羅里達州)
坎頓門特（英語：Cantonment）是位於美國佛羅里達州艾斯康比亞縣的一個非建制地區。該地的面積和人口皆未知。

## 地理
坎頓門特的座標為30°36′31″N 87°20′24″W / 30.60861°N 87.34000°W，而該地的平均海拔高度為45米（即148英尺）。